# Comuna de Ślesin
Ślesin (polaco: Gmina Ślesin) é uma gminy (comuna) na Polónia, na voivodia de Grande Polónia e no condado de Koniński. A sede do condado é a cidade de Ślesin.
De acordo com os censos de 2006, a comuna tem 13 523 habitantes, com uma densidade 91,6 hab/km².

## Área
Estende-se por uma área de 145,69 km², incluindo:
- área agricola: 59%
- área florestal: 21%

## Demografia
Dados de 30 de Junho 2004:
|                      | Total   | Total | Mulheres | Mulheres | Homens  | Homens |
| -------------------- | ------- | ----- | -------- | -------- | ------- | ------ |
|                      | pessoas | %     | pessoas  | %        | pessoas | %      |
| População            | 13 342  | 100   | 6770     | 50,7     | 6572    | 49,3   |
| Densidade (pop./km²) | 91,6    | 100   | 46,5     | 46,5     | 45,1    | 45,1   |

De acordo com dados de 2002, o rendimento médio per capita ascendia a 1993,01 zł.

## Subdivisões
- Biskupie, Bylew, Głębockie, Goranin, Honoratka, Ignacewo, Julia, Kępa, Kijowiec, Kolebki, Leśnictwo, Licheń Stary, Lubomyśle, Marianowo, Mikorzyn, Niedźwiady, Ostrowąż, Piotrkowice, Pogoń Gosławicka, Półwiosek Lubstowski, Półwiosek Stary, Różnowa, Szyszyn, Szyszyńskie Holendry, Wąsosze, Wygoda.

## Comunas vizinhas
- Kazimierz Biskupi, Kleczew, Konin, Kramsk, Skulsk, Sompolno, Wierzbinek, Wilczyn